# Jurgen Wevers
Jurgen Wevers (Winterswijk, 12 januari 1979) is een Nederlands voormalig voetballer die als doelman speelde.
Wevers begon bij AZSV uit Aalten met keepen en werd gescout door De Graafschap. In het seizoen 2001/2002 keepte hij in de Eredivisie zijn eerste twee wedstrijden voor De Graafschap. Een seizoen later was hij de vaste keeper van de 'Superboeren'. Wevers degradeerde met De Graafschap en keepte in de eerste divisie 23 wedstrijden in het seizoen 2003/2004. Via de nacompetitie werd weer promotie afgedwongen naar de Eredivisie.
Wevers vertrok echter naar RKC Waalwijk, waar hij reserve werd achter Khalid Sinouh. In zijn eerste seizoen kwam hij niet in actie, maar in zijn tweede seizoen zou hij in eerste instantie de eerste keus zijn, vóór Rob van Dijk. Na de komst van trainer Adri Koster en technisch directeur Henry van der Vegt veranderde zijn status en moest hij genoegen nemen met een plaats op de bank.
Na de promotie naar de Eredivisie leek Wevers alsnog eerste keuze te worden, maar na een aantal slechte wedstrijd kreeg Ohad Levita de voorkeur boven Wevers. In het seizoen 2010/11 speelde hij voor de Topklasser FC Oss waarna hij zijn spelersloopbaan beëindigde en een commerciële functie binnen de club ging vervullen.

## Clubstatistieken
| Seizoen | Club          | Duels | Goals | Competitie       |
| ------- | ------------- | ----- | ----- | ---------------- |
| 1999/00 | De Graafschap | 0     | 0     | Eredivisie       |
| 2000/01 | De Graafschap | 0     | 0     | Eredivisie       |
| 2001/02 | De Graafschap | 2     | 0     | Eredivisie       |
| 2002/03 | De Graafschap | 34    | 0     | Eredivisie       |
| 2003/04 | De Graafschap | 23    | 0     | Eerste Divisie   |
| 2004/05 | RKC Waalwijk  | 0     | 0     | Eredivisie       |
| 2005/06 | RKC Waalwijk  | 0     | 0     | Eredivisie       |
| 2006/07 | RKC Waalwijk  | 7     | 0     | Eredivisie       |
| 2007/08 | RKC Waalwijk  | 0     | 0     | Eerste Divisie   |
| 2008/09 | RKC Waalwijk  | 15    | 0     | Eerste Divisie   |
| 2009/10 | RKC Waalwijk  | 10    | 0     | Eredivisie       |
| 2010/11 | FC Oss        | 30    | 0     | Zondag Topklasse |
| Totaal  | Totaal        | 121   | 0     |                  |